# Okuribito/So Special
«Okuribito/So Special» (おくりびと/So Special -Version AI-?) es el decimoctavo sencillo de Ai lanzado el 10 de septiembre de 2008. Las dos canciones incluidas en este sencillo son colaboraciones con otros artistas.
«So Special -Version AI-» es otra versión con melodías y letras diferentes de la canción «So Special -Version EX-» grabado para el álbum EXILE Entertainment Best de la banda Exile. «Okuribito» es la image song de la película del mismo nombre. Ai agregó letras a la canción compuesta por 12 violonchelos de Joe Hisaishi. Esta fue la primera colaboración de la cantante para una película.

## Lista de canciones
CD Tracklist
1. Okuribito (おくりびと?)
2. So Special -Version AI- / Ai + Atsushi de Exile

DVD Tracklist
1. So Special -Version AI- (videoclip)